# Buhoma
Buhoma — рід змій з надродини Elapoidea. Представники цього роду мешкають в Центральній і Східній Африці.

## Види
Рід Buhoma нараховує 3 види:
- Buhoma depressiceps (F. Werner(інші мови), 1897)
- Buhoma procterae (Loveridge(інші мови), 1922)
- Buhoma vauerocegae (Tornier(інші мови), 1902)